# موگندورف
موگندورف (به آلمانی: Mogendorf) یک شهر در آلمان است که در وستروالدکرایس واقع شده‌است. موگندورف ۱٬۱۶۱ نفر جمعیت دارد.